# Alastair Sim
Alastair Sim (Edimburgo, 9 de octubre de 1900–Londres, 19 de agosto de 1976) fue un actor escocés de reparto, recordado principalmente por su papel de Ebenezer Scrooge en el filme de 1951 Scrooge, y por su interpretación de Miss Fritton, la directora del colegio en dos filmes sobre la escuela St. Trinian's.

## Primeros años
Alastair Sim nació en Edimburgo, Escocia, en 1900. Su madre era nativa de la isla de Eigg, y cuando dejó la misma en su adolescencia, únicamente sabía hablar gaélico. Su padre, Alexander Sim, era un próspero hombre de negocios con propiedades en Braemar y Edimburgo. Diseñó y financió la construcción de los Jardines Earl Haig en Edimburgo para uso de los militares tras el servicio. A Alexander Sim le llegaron a ofrecer el título de Sir, lo cual él rechazó. 
Alastair Sim estudió en la independiente George Heriot's School de Edimburgo. Fue conferenciante de elocución y drama en la Universidad de Edimburgo entre 1925 y 1930, siendo su rector desde 1948 hasta 1951.

## Carrera interpretativa
Sim debutó en el teatro en Londres con la obra Otelo en 1930. También actuó una temporada en el Teatro Old Vic. Entre sus trabajos teatrales más notables figuran su encarnación del Capitán Garfio en seis producciones diferentes de Peter Pan representadas entre 1941 y 1968.
Su debut cinematográfico tuvo lugar en 1935 con The Case of Gabriel Perry, pasando el resto de la década interpretando papeles de reparto, en algunos casos "robando la escena" a la estrella. Como secundario, su éxito más notorio fue su papel de Sargento Detective Bingham, interpretado junto a Gordon Harker en la serie de filmes del Inspector Hornleigh: Inspector Hornleigh (1939), Inspector Hornleigh on Holiday (1939), y Inspector Hornleigh Goes to It (1941). Eclipsó a Harker hasta el extremo de que, frecuentemente, no estaba claro cuál de los dos era la estrella.
Como resultado de todo ello, en la década de 1940 empezó a hacer primeros papeles, y en 1950 fue votado como el actor cinematográfico más popular del Reino Unido. Entre sus primeros papeles como protagonista figuran el de detective de la policía en Green for Danger (1946), el de director del Nutbourne College en la comedia The Happiest Days of Your Life (1950, junto a Margaret Rutherford), y el de escritor en la comedia Laughter in Paradise (1951).
También en 1951, hizo uno de sus papeles más célebres, el de Ebenezer Scrooge en una adaptación cinematográfica del relato de Charles Dickens, Scrooge. En 1971 retomó el personaje, dando voz a una versión de la historia en dibujos animados, A Christmas Carol, que resultó ganadora de un Óscar.
El personaje por el que quizás es más recordado fue el de Miss Fritton, en la serie de comedias St Trinian's, principalmente The Belles of St Trinian's (1954), en la que también encarnaba a su hermano, Clarence Fritton. Otro film como Miss Fritton fue Blue Murder at St Trinian's (1957).
Otros papeles cinematográficos destacados son los que llevó a cabo en Waterloo Road (1944), Stage Fright (1950, de Alfred Hitchcock), Folly to be Wise (1953), y An Inspector Calls (1954). Su actuación como Mr Squales en London Belongs to Me (1948) impresionó tanto a Sir Alec Guinness que fue su inspiración para su trabajo en El quinteto de la muerte (1955).
Entre sus posteriores papeles cinematográficos destacan los que hizo en The Ruling Class (1972, con Peter O'Toole), y un cameo en el filme de Richard Lester Royal Flash (1975, con Malcolm McDowell).
En la última década de su vida tuvo éxito en el teatro con dos obras de Arthur Wing Pinero, interpretando a Mr. Posket en The Magistrate y a Augustin Jedd en Dandy Dick, ambas en el Festival de Teatro de Chichester y en el West End londinense. En ambos casos trabajó junto a Patricia Routledge.
Para la televisión, su actuación más recordada fue la de Mr. Justice Swallow en la serie de humor emitida entre 1967 y 1971 Misleading Cases, escrita por Alan Patrick Herbert. Trabajó en la misma junto a Roy Dotrice, en el papel de Mr. Albert Haddock.

## Vida privada
Sim tuvo siempre una actitud ambivalente acerca de la fama, y raramente firmaba autógrafos. En 1953 fue nombrado comendador de la Orden del Imperio Británico pero, emulando a su padre, posteriormente rechazó el título de Sir.
En 1932 se casó con Naomi Plaskitt (1913–1999), permaneciendo unido el matrimonio hasta el fallecimiento del actor en 1976, hecho acontecido en Londres, Inglaterra, a causa de un cáncer. Tenía 75 años de edad. Sus restos fueron donados a la ciencia médica.

## Filmografía
| - The Riverside Murder (1935) - The Private Secretary (1935) - Late Extra (1935) - A Fire Has Been Arranged (1935) - The Case of Gabriel Perry (1935) - Wedding Group (1936) - Troubled Waters (1936) - Man in the Mirror (1936) - Keep Your Seats, Please (1936) - The Big Noise (1936) - Strange Experiment (1937) - A Romance in Flanders (1937) - Melody and Romance (1937) - Clothes and the Woman (1937) - Gangway (1937) - The Squeaker (Delator anónimo) (1937) - This Man Is News (Es un periodista) (1938) - The Terror (1938) - Sailing Along (1938) - Alf's Button Afloat (1938) - Climbing High (Cuidado con lo que haces) (1938) - This Man in Paris (1939) - The Mysterious Mr. Davis (1939) - Inspector Hornleigh (1939) - Inspector Hornleigh on Holiday (1939) - Law & Disorder (1940) - Inspector Hornleigh Goes to It (1941) - Cottage to Let (1941) - Let the People Sing (1942) - Waterloo Road (1944) | - Green for Danger (1946) - Captain Boycott (1947) - Hue and Cry (1947) - London Belongs to Me (1948) - Stage Fright (Pánico en la escena, en España) (1950) - The Happiest Days of Your Life (¡Aquellos días tan felices!) (1950) - Laughter in Paradise (Risa en el paraíso) (1951) - Lady Godiva Rides Again (1951) - Scrooge (1951) - Innocents in Paris (Inocentes en París) (1952) - Folly to Be Wise (1953) - The Belles of St Trinian's (1954) - An Inspector Calls (1954) - Geordie (1955) - Escapade (1955) - The Green Man (1956) - Blue Murder at St Trinian's (1957) - The Doctor's Dilemma 1958) - Left Right and Centre (1959) - The Millionairess (La millonaria) (1960) - School for Scoundrels (1960) - The Anatomist (1961) - Misleading Cases (1967) - Cold Comfort Farm (1968) - A Christmas Carol (1971) - The Ruling Class (La clase dirigente) (1972) - The General's Day (1972) - Royal Flash (1975) - Rogue Male (1976) - Escape from the Dark (1976) |